# Haderonia subarschanica
Haderonia subarschanica är en fjärilsart som beskrevs av Otto Staudinger 1895. Haderonia subarschanica ingår i släktet Haderonia och familjen nattflyn. Inga underarter finns listade i Catalogue of Life.